# Кріс Веттенґел
Кріс Веттенґел (англ. Chris Wettengel; нар. 17 квітня 1982) — колишній американський тенісист.
Найвищу одиночну позицію світового рейтингу — 548 місце досяг 29 жовтня 2007, парну — 518 місце — 6 лютого 2012 року.

## Титули за кар'єру

### Парний розряд: 2
| Легенда (парний розряд) |
| ----------------------- |
| Тур ATP Челленджер      |
| Тур ITF Ф'ючерс         |

| Титули за покриттям |
| ------------------- |
| Тверде (2)          |
| Ґрунт (0)           |
| Трава (0)           |
| Килим (0)           |

| Дата     | Турнір                 | Рівень  | Покриття | Партнер  | Суперники                  | Рахунок               |
| -------- | ---------------------- | ------- | -------- | -------- | -------------------------- | --------------------- |
| Січ 2008 | США F2, Норт-Маямі-Біч | Ф'ючерс | Тверде   | Кріс Лам | Аміт Інбар Рупеш Рой       | 6–4, 6–7(6–8), [11–9] |
| Лис 2008 | США F28, Kohala Coast  | Ф'ючерс | Тверде   | Тодд Пол | Девін Бріттон Джордан Кокс | 6–3, 7–5              |